# Glyfosát
Glyfosát (N-(fosfonomethyl)glycin) je širokospektrální systémový herbicid a desikant plodin. Je to organická sloučenina obsahující fosfor, konkrétně fosfonát. Používá se na hubení plevelů, zejména jednoročních širokolistých plevelů a trav, které konkurují zemědělským plodinám. To, že je herbicidem, bylo objeveno chemikem Johnem E. Franzem z firmy Monsanto v roce 1970. Monsanto jej uvedla na trh v roce 1974 pod obchodním názvem Roundup. Poslední komerčně relevantní patent firmy Monsanto ve Spojených státech amerických vypršel v roce 2000.

## Historie
Zemědělci rychle přijali glyfosát, a to zejména poté co Monsanto uvedlo na trh k glyfosátu odolné plodiny, což zemědělcům umožnilo likvidovat plevele bez hubení plodin. V roce 2007 byl glyfosát nejpoužívanějším herbicidem v zemědělském sektoru ve Spojených státech amerických a druhým nejpoužívanějším v domácnostech a zahradách, ve státní správě a průmyslu a v obchodu. Do roku 2016 došlo ke 100násobně zvýšené četnosti aplikací a objemů herbicidů na bázi glyfosátu, částečně v odezvě na bezprecedentní celosvětový vznik a šíření plevelů rezistentních ke glyfosátu.:s.1
Glyfosát se vstřebává listy a minimálně přes kořeny a je přepravován na růstové body. Tlumí rostlinný enzym účastnící se syntézy tří aromatických aminokyselin: tyrosinu, tryptofanu a fenylalaninu. Proto je účinný pouze v aktivně rostoucích rostlinách a není účinný jako herbicid používaný před vzejitím. Genetickým inženýrstvím bylo postupně stále více plodin upraveno tak, aby byly tolerantní k glyfosátu (např. soja, první plodina odolná vůči Roundupu, kterou vytvořila také firma Monsanto), což umožňuje zemědělcům použít glyfosát jako herbicid používaný proti plevelům až po vzejití. Rozvoj druhů plevelů odolných vůči glyfosátu se objevuje jako nákladný problém. I když byl glyfosát a přípravky jako je Roundup schválen regulačními orgány po celém světě, přetrvávají obavy o jejich účinky na člověka a životní prostředí.
V mnoha regulačních a vědeckých hodnoceních byla hodnocena relativní toxicita glyfosátu jako herbicidu. Toxikologický posudek německého Spolkového úřadu pro hodnocení rizik z roku 2013 zjistil, že „dostupné údaje jsou rozporuplné a jsou daleko od toho, aby byly přesvědčivé“ s ohledem na korelace mezi expozicí vůči glyfosátovým přípravkům a rizikům různých druhů rakoviny, např. lymfatického systému včetně non-Hodgkinova lymfomu (NHL). Metaanalýza publikovaná v roce 2014 identifikovala zvýšené riziko NHL u pracovníků vystavených přípravkům s glyfosátem. V březnu 2015 Mezinárodní agentura pro výzkum rakoviny Světové zdravotnické organizace na základě epidemiologických studií, studií na zvířatech a in vitro studií klasifikovala glyfosát jako „pravděpodobně karcinogenní pro člověka“ (kategorie 2A).
V listopadu 2015 Evropský úřad pro bezpečnost potravin (EFSA) zveřejnil aktualizovanou hodnotící zprávu o glyfosátu se závěrem, že „látka není pravděpodobně genotoxická (tj. nepoškozuje DNA) ani nepředstavuje rakovinotvornou hrozbu pro člověka.“ Dále závěrečná zpráva tvrdí, že i když mohou existovat jiné studie o pravděpodobně karcinogenních přípravcích obsahujících glyfosát, tak studie, „které se zabývají výhradně účinnou látkou glyfosátem, nevykazují tento účinek.“ Úřad své stanovisko roku 2023 zásadně nezměnil a považuje jej za bezpečný.

## Vzhled a vlastnosti
Kyselina glyfosátová je bezbarvá, krystalická, amfoterní látka bez pachu. Je to slabá organická kyselina, jejíž molekula se skládá z aminokyseliny glycinu a fosfonomethylové skupiny. V přípravcích je přítomna ve formě solí, glyfosátů. Nejčastěji se jedná o sodné, amonné, isopropylaminové nebo trimethylsulfonové soli. Kyselina glyfosátová má teplotu tání 184,5 °C. Je dobře rozpustná ve vodě, méně v acetonu, ethanolu a xylenu. V rozmezí pH 3 až 9 odolává hydrolýze a je relativně odolná vůči rozkladu na světle. V přírodním prostředí bezprostředně nehydrolyzuje a neoxiduje. V ohni se rozkládá mj. za vzniku toxických oxidů fosforu a dusíku. Teplota rozkladu je 187 °C. Reaguje se železem a galvanizovanou ocelí. Suchý prach rozptýlený ve vzduchu může být výbušný.

## Laboratorní analýza
Přítomnost glyfosátu je prokazována plynovou (GC) nebo kapalinovou chromatografií (HPLC), obvykle za použití fluorogenní derivatizace. Nejnižší prokazatelný obsah v půdě je 0,05–1 mg/kg, ve vodě 0,02–3,2 µg/litr, v rostlinách 0,01–0,3 mg/kg, v moči 0,1 mg/litr. Analýza je komplexní a poměrně nákladná.

## Účinek
Glyfosát je specifickým inhibitorem enzymu 5-enolpyruvylšikimát-3-fosfát (EPSP) syntázy. Tento enzym je nezbytnou součástí šikimátové dráhy rostlin, která umožňuje tvorbu aromatických aminokyselin (fenylalanin, tyrosin, tryptofan) a dalších látek s aromatickým kruhem včetně flavonoidů, ligninů a tříslovin. Zablokováním enzymu dochází k poruchám funkce této dráhy a postupnému odumření rostlin (ale i dalších skupin organizmů, např. výtrusovců). Živočichové včetně člověka v metabolismu šikimátovou dráhu nemají, což je předpokladem nižší toxicity glyfosátu pro živočichy než pro rostliny. Pro rostliny je fatální jak samotný nedostatek aromatických aminokyselin, tak i deregulace celé biochemické dráhy a následný nedostatek organického uhlíku pro jiné metabolické cesty.
Glyfosát vstupuje do rostlin skrze kutikulu a mízními cévní svazky je rychle přenášen zejména k místům se zvýšeným metabolismem, mezi něž patří dělivá pletiva v růstových vrcholech stonků i podzemních částí. Účinkuje poměrně pomalu, čímž je zajištěn transport i do podzemních částí rostliny. Protože povrch kutikuly je u rostlin chráněn voskovou vrstvou, přidávají se do glyfosátových směsí povrchově aktivní látky, které podstatně zvyšují prostup účinné látky kutikulou.

## Účinnost
Účinnost glyfosátu vůči plevelům se časem během let snižuje, jak se rostliny adaptují, ale v kombinace s preemergentním herbicidem zůstává vysoká.

## Použití

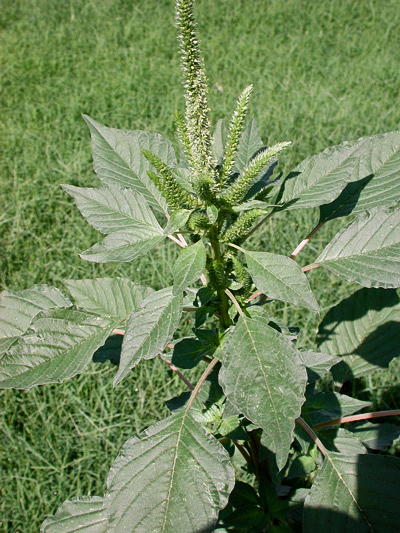
Amaranthus palmeri, rostlina odolná vůči nasazení glyfosátu

Glyfosát je účinnou látkou celé řady herbicidních přípravků, z nichž nejznámější je roundup. Je používán k odstranění nežádoucích keřů a dřevin na zemědělských i nezemědělských plochách. Přípravek je v zemědělství používán ovšem i na defoliaci, urychlení zrání a sušení, zpomalení růstu a podobně.
Účinek se na citlivé rostlině zasažené přiměřenou dávkou glyfosátu projevuje se zpožděním, rostliny umírají po dvou i více týdnech. Vadnutí je však často zjevné už do 7 dní, reakce je ovlivňována dalšími faktory, zejména nízkou nebo vysokou teplotou a dostatečnou vláhou. Je zjištěno, že rostliny i jen poškozené glyfosátem následně snáze podléhají chorobám, což zvyšuje úspěšnost použití.
Teplota do 10 °C není vhodná pro aplikaci, při teplotě nad 25 °C dochází k výparu do okolí a poškozování okolních porostů. 
Déšť do tří až šesti hodin (podle složení směsi) přípravek smyje, aniž by byl dostatečně vstřebán rostlinou. Dlouhodobé sucho může účinnost výrazně omezit nebo herbicidní efekt zcela zastavit.

Přípravky obsahující glyfosát se nevyužívají pouze v zemědělství, kde jejich aplikace podléhá určitým pravidlům, ale také v běžném prostředí, kde jejich použití není regulováno.[zdroj?] Typickými příklady jsou postřiky chodníků nebo železničních tratí k hubení plevele. V těchto případech se glyfosát aplikuje jako totální herbicid, což znamená, že se používají vyšší koncentrace a postřik pokrývá rozsáhlejší plochy než jen cílené rostliny. Výsledkem je, že značná část chemikálie se usazuje na povrchu chodníků, asfaltu, kamenů či dalších prvků okolního prostředí, odkud se může snadno šířit a zasáhnout necílové organismy.

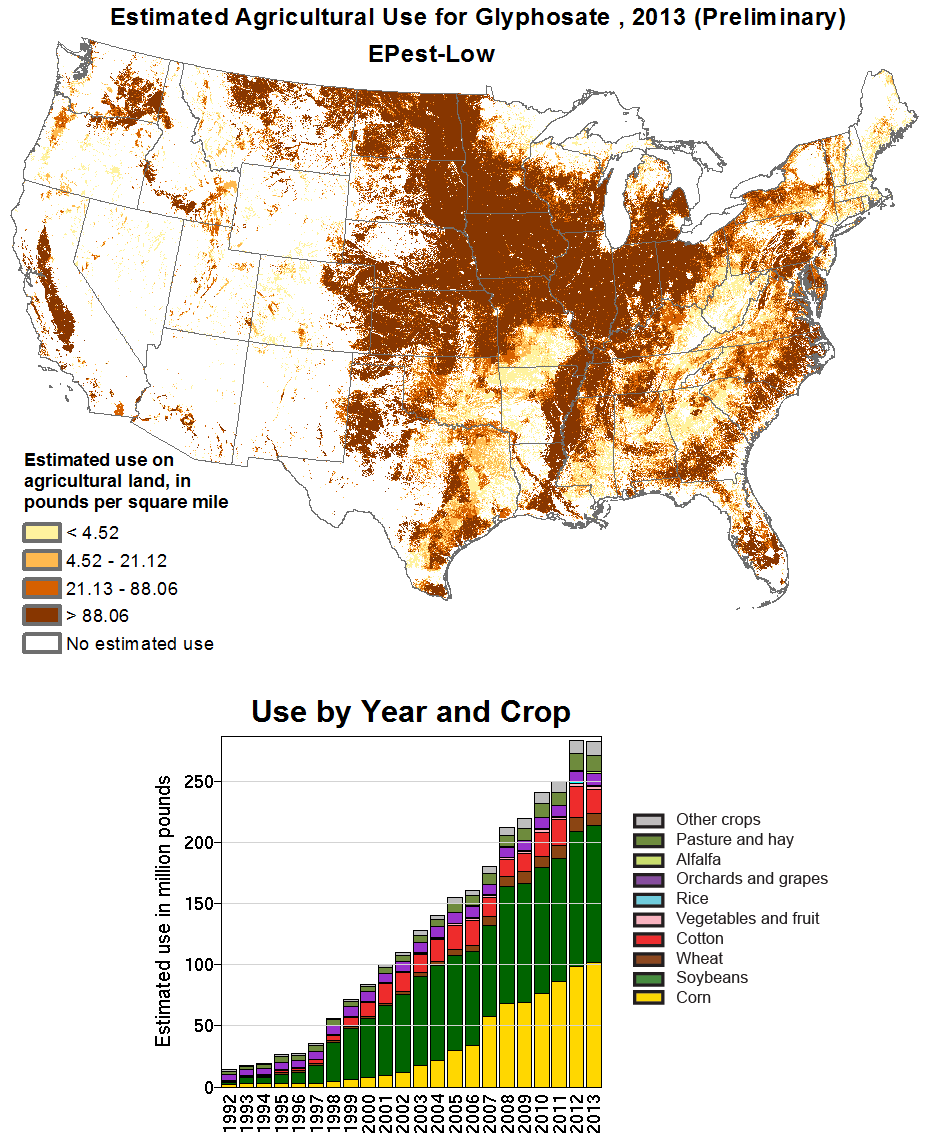
Užití herbicidu glyfosátu ve Spojených státech amerických (k roku 2013)

### „Roundup ready“ plodiny
Začátkem 90. let 20. století objevila firma Monsanto v půdě továrny na výrobu glyfosátu kmen bakterií Agrobacterium tumefaciens, které se díky dlouhodobému vystavení účinkům tomuto herbicidu staly vůči němu rezistentní (odolné). Z bakterie následně firma izolovala gen pro bakteriální verzi enzymu EPSP syntázy, který byl poté postupně vložen do některých zemědělských plodin. Dnes je v tomto ohledu dostupná široká škála plodin odolných vůči glyfosátu: sója, řepka olejná, kukuřice, bavlník, vojtěška a cukrová řepa. Tyto geneticky modifikované plodiny s rezistencí ke glyfosátu se označují jako „Roundup Ready“ plodiny a dnes tvoří většinu (80 %) celkové výměry oseté geneticky modifikovanými plodinami.
Masivní používání glyfosátu a GM plodin vůči němu odolných zřejmě vede k rozšiřování rezistentních plevelných rostlin, na které glyfosát neúčinkuje. Do roku 2009 bylo ve světě nalezeno již 15 druhů plevelných rostlin rezistentních vůči glyfosátu.

## Vedlejší účinky
Tím, jak je glyfosát ve světě rozšířen, jsou s opatrností sledována jeho zdravotní a ekologická rizika. Výrobce uvádí, že dokonce ani stonásobek expozice, ke které dochází při běžném používání glyfosátu, nepředstavuje nebezpečí pro lidské zdraví. Mezinárodní agentura pro výzkum rakoviny (IARC) však v březnu 2015 zařadila glyfosát mezi pravděpodobné karcinogeny pro člověka (skupina 2A) s odůvodněním, že považuje za dostatečné důkazy toho, že glyfosát může způsobovat rakovinu u laboratorních zvířat a u lidí vede ke vzniku nehodgkinových lymfomů. Výrobce Monsanto toto rozhodnutí zpochybňuje s odkazem na odborné studie i názor jiných regulačních institucí. Reakce expertů na danou problematiku jsou různé. Někteří doporučují obezřetnost při používání glyfosátových herbicidů, jiní poukazují na nedostatek důkazů či nízkou kvalitu citovaných studií a také upozorňují, že glyfosát je umístěn v kategorii „pravděpodobně karcinogenní“, tedy společně např. s nočními směnami. Podle profesora Colina Berryho bylo publikováno více než 60 studií zabývajících se genotoxickým efektem glyfosátu a žádná nenašla nic znepokojujícího. V roce 2021 tým českých a italských vědců objasnil mechanismus vedlejších účinků glyfosátu na savce a otevřel otázku, zda není zodpovědný i za vznik jiných forem rakoviny, než je již reportovaný nehodgkinův lymfom či snížení spermatogeneze. Tento objev na druhou stranu otevírá možnost jeho použití jako velice šetrného cytostatika.

## Perzistence

Rozklad glyfosátu v půdě

Glyfosát je dle výrobce v půdě poměrně rychle mikrobiálně rozkládán. Kultivaci půdy lze provádět od chvíle, kdy se projeví první příznaky účinku. Podle tvrzení jednoho z výrobců mohou být následné plodiny po aplikaci vysévány bez jakéhokoliv omezení. Studie Sanchíse a kol. však změřila výskyt nerozložitelných zbytků tohoto chemického přípravku v podzemních vodách, a to v řádu nanogramů na litr vody. Stopová množství této látky se tedy dostávají i do pitné vody a celého přírodního cyklu.